# لاکهید مارتین

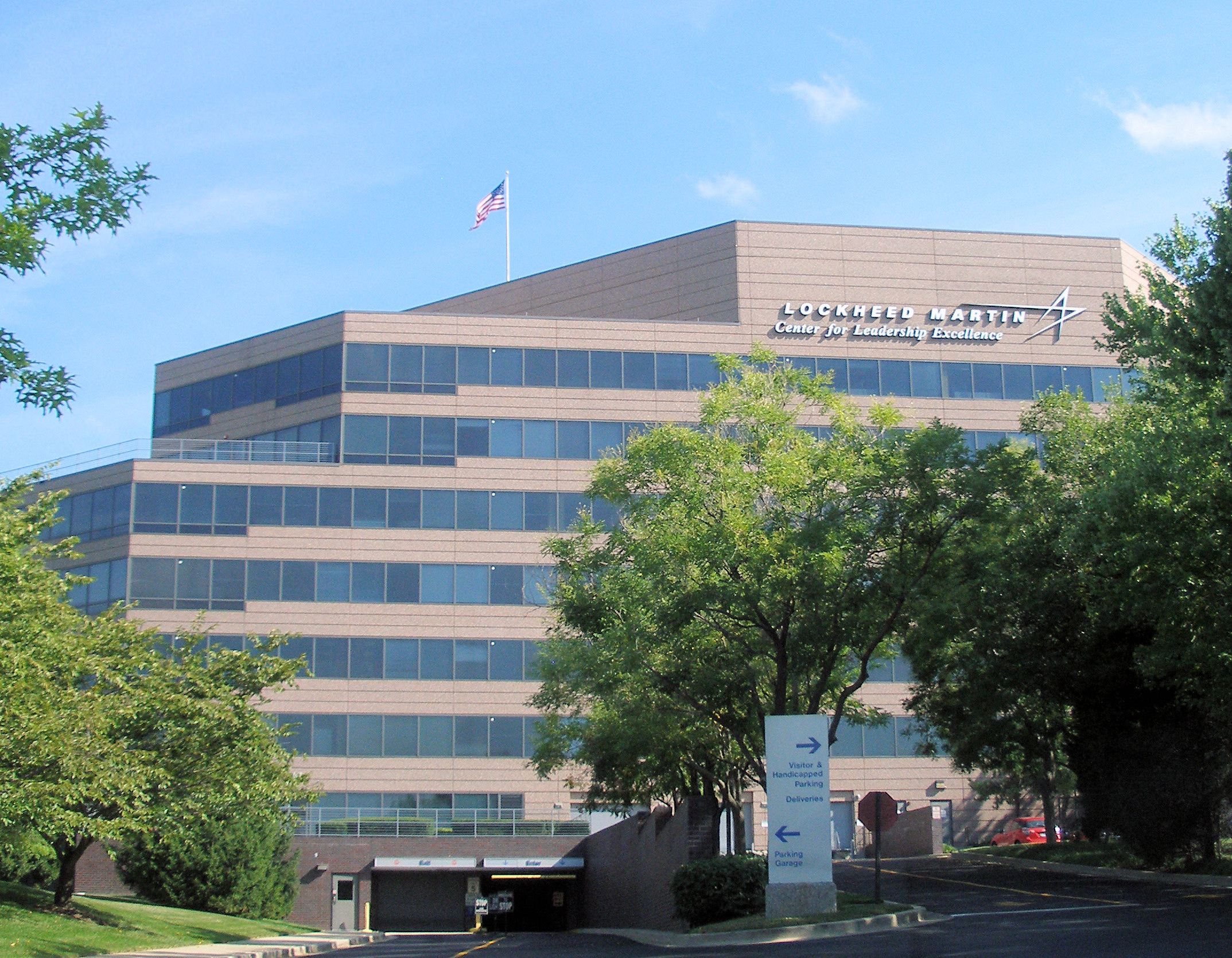
دفتر مرکزی لاکهید مارتین در بتزدا، مریلند

لاکهید مارتین کورپوریشن (به انگلیسی: Lockheed Martin Corporation) یک شرکت صنایع هوافضایی، تجهیزات نظامی و امنیت اطلاعات آمریکایی است که در سال ۱۹۹۵ از به‌هم پیوستن شرکت‌های لاکهید و مارتین مریتا، در شهر بتزدا در ایالت مریلند ایالات متحده تشکیل شد.
شرکت لاکهید مارتین بزرگ‌ترین پیمانکار صنایع جنگ‌افزاری جهان به‌شمار می‌آید و در سال مالی ۲۰۰۹ بالغ بر ۷۴٪ از درآمدهای این شرکت، از محل فروش تجهیزات نظامی، حاصل شده‌است. سالانه بیش از ۷٫۱٪ از کل بودجه وزارت دفاع ایالات متحده آمریکا هزینه خریداری تجهیزات از لاکهید مارتین می‌گردد. هم‌اکنون شمار کارکنان این کورپوریشن بیش از ۱۰۰هزار نفر است و بخشی از سهام آن، در بازار بورس نیویورک معامله می‌شود.
از هواگردهای تولیدشده توسط این شرکت می‌توان به: اف-۱۶، اف-۲۲، اف-۱۱۷ و اف-۳۵ اشاره کرد.

## تاریخچه
شرکت لاکهید مارتین در ۱۵ مارس ۱۹۹۵ از ادغام شرکت‌های لاکهید و مارتین مریتا تأسیس شد. رایزنی‌های میان گروه‌های مدیریتی دو شرکت، از ماه مارس سال ۱۹۹۴ آغاز گردید، که در پایان به توافق ۱۰ میلیارد دلاری در ۳۰ اوت ۱۹۹۴ انجامید.
این قرارداد در ماه مارس ۱۹۹۵ زمانی که سهامداران این دو شرکت به ادغام رأی مثبت دادند، نهایی و به مرحله اجرا گذاشته شد. بخش‌هایی از دو شرکت نیز پس از سازماندهی مجدد، به صورت شرکت‌های مستقل ثبت گردیدند. در پایان سال ۱۹۹۵ بخش تولید مصالح ساختمانی و استخراج معادن شرکت مارتین مریتا تحت نام شرکت معادن مارتین مریتا، به عنوان یک شرکت سهامی عام در شهر رالی، کارولینای شمالی تأسیس شد.
نمونه‌ای دیگر از این شرکت‌ها، ال-۳ کامیونیکیشنز می‌باشد، که بنابر توافق انجام‌شده میان مدیران ارشد دو شرکت، بخش صنایع دفاعی متوسط از بدنه هر دو شرکت، به صورت یک شرکت اسپین-آف، تفکیک و در سال ۱۹۹۷ به کنسرسیوم سه جانبه‌ای با حضور فرانک لانزا، رابرت لاپنتا و برادران لیمن واگذار گردید. ال-۳ برگرفته از حروف نخست نام‌خانوادگی سه سرمایه‌گذار آن؛ لانزا، لاپنتا و لیمن، می‌باشد. شرکت ال-۳ کامیونیکیشنز اکنون یکی از ۱۰ پیمانکار اصلی، طرف قرارداد وزارت دفاع ایالات متحده آمریکا، وزارت امنیت داخلی ایالات متحده آمریکا، جامعه اطلاعاتی ایالات متحده آمریکا و ناسا به‌شمار می‌آید.
در ۲۲ آوریل سال ۱۹۹۶، لاکهید مارتین اقدام به خریداری بخش تولید تجهیزات دفاعی و سامانه‌های الکترونیکی شرکت لورال به ارزش ۹٫۱ میلیارد دلار نمود. در ۱۶ ژوئیه سال ۱۹۹۸ مدیران شرکت لاکهید مارتین پیشنهادی به ارزش ۸٫۳ میلیارد دلار را برای خریداری شرکت نورثروپ گرومن ارائه نمودند، که در صورت تأیید این طرح، دو شرکت در یکدیگر ادغام شده و شرکت جدید، با نام لاکهید نورتروپ شکل می‌گرفت. این طرح با مخالفت دولت فدرال مواجه گشت، زیرا شرکت جدید ۲۵٪ درصد از بودجه سالیانه وزارت دفاع ایالات متحده را به خود اختصاص می‌داد، که این موضوع امکان انحصار شرکت بر بازار صنایع دفاعی و در پایان کنترل شرکت جدید بر دولت فدرال را مطرح می‌کرد.

### شرکت لاکهید

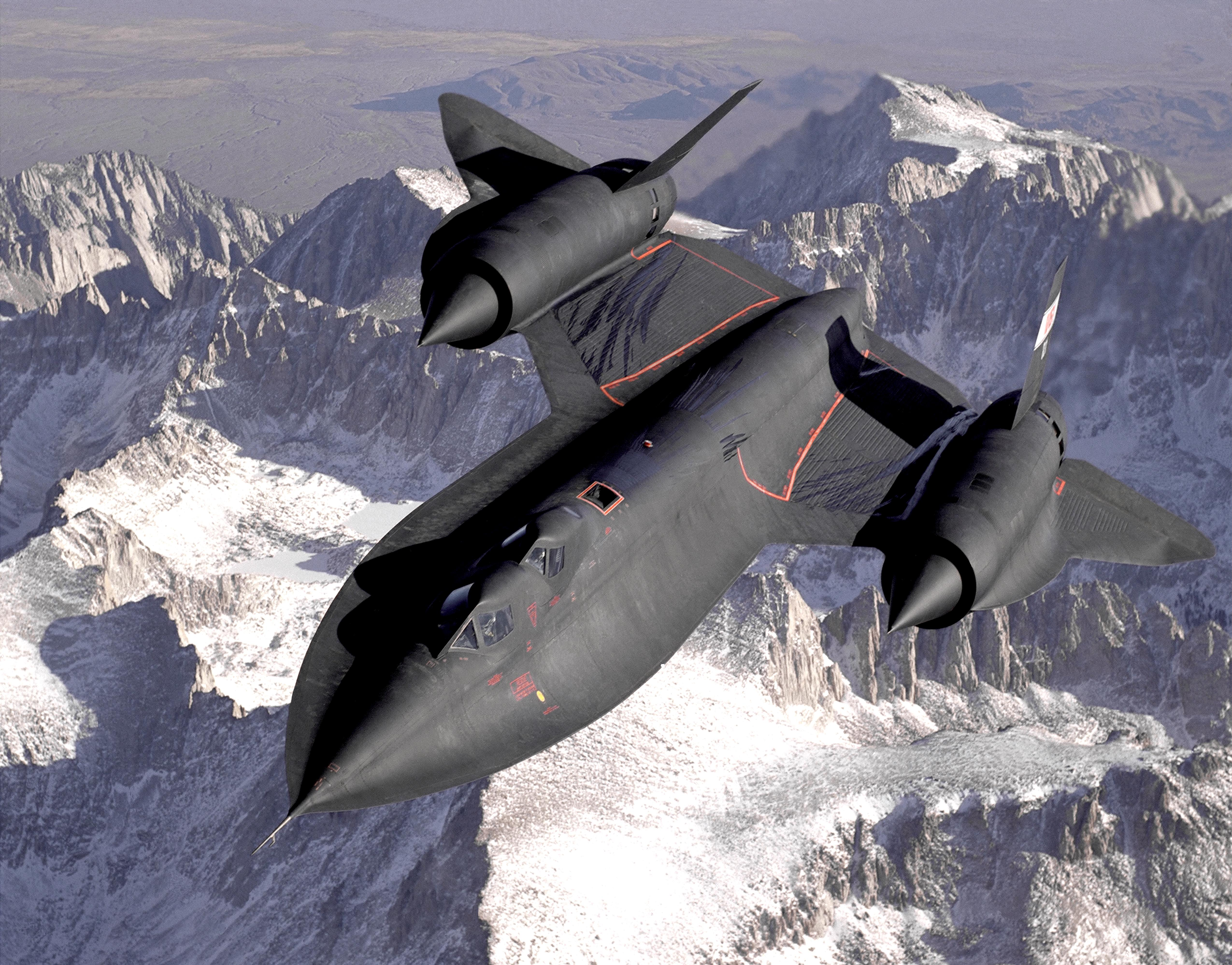
هواپیمای شناسایی دوربرد لاکهید اس آر-۷۱

شرکت لاکهید، شرکت هوافضای آمریکایی بود، که در سال ۱۹۱۲ توسط آلن لاکهید با مشارکت برادرش مالکوم لاکهید، در سان‌فرانسیسکو، تحت نام آلکو هیدرو-اروپلن کمپانی تأسیس شد.
این شرکت در سال ۱۹۱۶ به در سنتا باربارا، کالیفرنیا منتقل شد و نام آن نیز به لاکهید ایرکرفت کمپانی تغییر پیدا کرد. شرکت لاکهید در سال ۱۹۲۱ در پی رکود مالی پس از جنگ جهانی اول اعلام ورشکستگی کرد و تولیدات کارخانه خود در سنتا باربارا را متوقف نمود.
در سال ۱۹۲۶، آلن لاکهید، جک نورتروپ (مؤسس شرکت نورتروپ) و کنت جی، با تغییر اندکی که در نام شرکت دادند، اقدام به راه‌اندازی شرکت جدیدی بنام شرکت لاکهید، با استفاده از دارایی‌های شرکت ورشکسته لاکهید، نمودند. این شرکت در طول دو سال نخست آنچنان موفق عمل کرد، که در سال ۱۹۲۹ در هر هفته ۵ هواپیما تولید می‌کرد.
شرکت لاکهید در طول سال‌ها فعالیت در عرصه صنایع هوافضا، همواره به‌عنوان یکی از بزرگ‌ترین تولیدکنندگان هواپیماهای تجاری، ترابری و نظامی، جهان شناخته می‌شد. از تولیدات این شرکت می‌توان به: لاکهید پی-۳۸ لایتنینگ، لاکهید سی-۱۴۱ استارلیفتر، لاکهید سی-۵ گالکسی، لاکهید یو-۲، لاکهید ای‌سی-۱۳۰، لاکهید اس آر-۷۱ و لاکهید ایکس-۷ اشاره کرد.

### مارتین مریتا
مارتین مریتا، شرکت خوشه‌ای آمریکایی بود، که در حوزه‌های فناوری هوافضا، الکترونیک و صنایع شیمیایی فعالیت می‌کرد.
این شرکت که در سال ۱۹۶۱ از ادغام دو شرکت گلن ال. مارتین کمپانی و آمریکن-مریتا تأسیس گردید. شرکت مارتین مریتا سال‌ها به عنوان یکی از پیشتازان صنایع شیمیایی و تولید رنگ‌های صنعتی، طراحی و ساخت هواگردها و موشک‌های بالستیک قاره‌پیما، همچنین تجهیزات الکترونیکی و لوازم برقی خانگی فعالیت می‌نمود.
از تولیدات مارتین مریتا می‌توان به: مارتین بی-۱۰، مارتین ایکس‌بی-۱۶، مارتین پی۶ام سی‌مستر و مارتین مریتا ایکس-۲۴ای اشاره کرد.

### گلن ال. مارتین کمپانی
گلن ال. مارتین کمپانی، شرکت صنایع هوافضایی آمریکایی بود، که در زمینه طراحی و ساخت انواع هواگردها، موشک‌های بالستیک قاره‌پیما، شاتل‌های فضایی، فضاپیماها و تجهیزات فضانوردی فعالیت می‌نمود.
شرکت گلن ال. مارتین کمپانی در سال ۱۹۱۲ توسط خلبان آمریکایی، گلن لوتر مارتین در سانتا آنا، کالیفرنیا راه‌اندازی شد و در سال ۱۹۱۶ با شرکت برادران رایت، یعنی رایت کمپانی ادغام گردید و شرکت رایت-مارتین تشکیل شد. در پی عملکرد نه چندان موفق شرکت رایت-مارتین، گلن مارتین از این شرکت جدا شد و دومین شرکت با نام گلن ال. مارتین کمپانی، را در سال ۱۹۱۷ در کلیولند، اوهایو تأسیس کرد، گرچه مارتین سپس شرکت رایت-مارتین را خریداری و در شرکت خود ادغام نمود.
گلن ال. مارتین کمپانی سپس در سال ۱۹۶۱ با شرکت آمریکن-مریتا ادغام شد، که در پی آن شرکت مارتین مریتا تشکیل گردید. بخش هواپیماسازی شرکت مارتین مریتا، به‌طور کامل از دارایی‌های شرکت گلن ال. مارتین به وجود آمد.

### امور مالی
برای سال مالی ۲۰۲۰، لاکهید مارتین درآمد ۶.۸۳۳ میلیارد دلاری را با درآمد سالانه ۶۵.۳۹۸ میلیارد دلار گزارش کرد که نسبت به سال قبل ٪۹.۳ افزایش داشت.  عقب ماندگی ۱۴۴ میلیارد در پایان سال ۲۰۱۹ بود که از ۱۳۰.۵ میلیارد در پایان سال ۲۰۱۸ افزایش داشت. سفارش‌ها شرکت در پایان سال ۲۰۱۹ ۹۴.۵ میلیارد دلار بود  هر سهم آن بیش از ۳۸۹ دلار معامله شد.  ارزش بازار آن در پایان سال ۲۰۱۹ ۱۰۹.۸۳ میلیارد دلار آمریکا بود.  لاکهید مارتین رتبه ۶۰ را در فهرست فورچون ۵۰۰ از بزرگترین شرکت‌های ایالات متحده در سال ۲۰۱۹ از نظر کل درآمد کسب کرد (از رتبه ۵۹ در سال ۲۰۱۸ کاهش یافت). 
| منطقه            | به اشتراک بگذارید |
| ---------------- | ----------------- |
| ایالات متحده     | ۷۳.۹٪             |
| اروپا            | ۱۰.۴٪             |
| آسیا و اقیانوسیه | ۸.۷٪              |
| خاورمیانه        | ۵.۳٪              |
| دیگر             | ۱.۸٪              |

| تجارت                      | به اشتراک بگذارید |
| -------------------------- | ----------------- |
| هوانوردی                   | ۴۰.۷٪             |
| سیستم های چرخشی و ماموریتی | ۲۴٪               |
| فضا                        | ۱۸.۷٪             |
| موشک و کنترل آتش           | ۱۶.۷٪             |

| سال  | درآمد به میلیارد ($) | درآمد خالص به میلیون ($) | کل دارایی‌ها به میلیون ($) | قیمت هر سهم ($) | کارمندان (هزار) |
| ---- | -------------------- | ------------------------ | ------------------------- | --------------- | --------------- |
| ۲۰۰۵ | ۳۷،۲۱۳               | ۱،۸۲۵                    | ۲۷،۷۴۴                    | ۴۱.۷۸           | ۱۳۵             |
| ۲۰۰۶ | ۳۹.۶۲                | ۲۵۲۹                     | ۲۸،۲۳۱                    | ۵۴.۵۲           | ۱۴۰             |
| ۲۰۰۷ | ۴۱.۸۶۲               | ۳۰۳۳                     | ۲۸،۹۲۶                    | ۷۰.۹۳           | ۱۴۰             |
| ۲۰۰۸ | ۴۱.۳۷۲               | ۳۲۱۷                     | ۳۳،۳۳۹                    | ۷۱.۵۴           | ۱۴۶             |
| ۲۰۰۹ | ۴۳.۸۶۷               | ۲۹۷۳                     | ۳۵،۱۱۱                    | ۵۵.۹۴           | ۱۴۰             |
| ۲۰۱۰ | ۴۵.۶۷۱               | ۲۸۷۸                     | ۳۵،۱۱۳                    | ۵۷.۳۵           | ۱۳۲             |
| ۲۰۱۱ | ۴۶.۴۹۹               | ۲۶۵۵                     | ۳۷،۹۰۸                    | ۶۰.۸۵           | ۱۲۳             |
| ۲۰۱۲ | ۴۷.۱۸۲               | ۲۷۴۵                     | ۳۸،۶۷۵                    | ۷۳.۱            | ۱۲۰             |
| ۲۰۱۳ | ۴۵.۵۳۸               | ۲۹۸۱                     | ۳۶،۱۸۸                    | ۹۷.۵۳           | ۱۱۵             |
| ۲۰۱۴ | ۳۹.۹۴۶               | ۳۶۱۴                     | ۳۷،۰۴۶                    | ۱۵۱.۲۱          | ۱۱۲             |
| ۲۰۱۵ | ۴۰.۵۳۶               | ۳۶۰۵                     | ۴۹،۰۳۴                    | ۱۸۷             | ۱۲۶             |
| ۲۰۱۶ | ۴۷.۲۴۸               | ۵۳۰۲                     | ۴۷،۸۰۶                    | ۲۲۵.۰۵          | ۹۷              |
| ۲۰۱۷ | ۵۱.۰۴۸               | ۲۰۰۲                     | ۴۶،۵۲۱                    | ۲۸۰.۶۵          | ۱۰۰             |
| ۲۰۱۸ | ۵۳.۷۶۲               | ۵۰۴۶                     | ۴۴،۸۷۶                    | ۲۶۱.۸۴          | ۱۰۵             |
| ۲۰۱۹ | ۵۹.۸۱۲               | ۶۲۳۰                     | ۴۷،۵۲۸                    | ۳۸۹.۳۸          | ۱۱۰             |
| ۲۰۲۰ | ۶۵.۳۹۸               | ۶۸۳۳                     | ۵۰،۷۱۰                    | ۳۵۴.۹۸          | ۱۱۴             |
| ۲۰۲۱ | ۶۷.۰۴۴               | ۶۳۱۵                     | ۵۰،۸۷۳                    | ۳۵۵.۴۱          | ۱۱۴             |
| ۲۰۲۲ | ۶۵.۹۴۸               | ۵۷۳۲                     | ۵۲،۸۸۰                    | ۴۸۶.۴۹          | ۱۱۶             |
| ۲۰۲۳ | ۶۷.۵۷۱               | ۶۹۲۰                     | ۵۲،۴۵۶                    | ۴۵۳.۲۴          | ۱۲۲             |
| ۲۰۲۴ | ۷۱.۰۴۰               | ۵۳۳۶                     | ۵۵،۶۱۷                    |                 | ۱۲۱             |

## وضعیت کنونی
کارکنان شرکت لاکهید مارتین در سال ۲۰۰۶ بیش از ۱۳۰ هزار نفر اعلام گردید. درآمد این شرکت در سالِ ۲۰۰۴ حدود ۳۵ میلیارد و ۵۲۶ میلیون دلار بوده‌است. گرچه شمار کارکنان این شرکت در سال ۲۰۱۳ به ۱۱۶ هزار نفر کاهش پیدا کرد، ولی میزان درآمد سالیانه آن معادل ۴۵٫۳۵ میلیارد دلار بوده، که نسبت به سال ۲۰۱۲ افزایش داشته‌است.
دفتر مرکزی شرکت لاکهید مارتین در شهر بتزدا در ایالتِ مریلند قرار دارد. لاکهید مارتین اکنون دومین تولیدکننده صنایع نظامی جهان به‌شمار می‌آید و قصد دارد با فناوری FORTIS وارد بازار اسکلت بیرونی نظامی شود. اسکلت بیرونی FORTIS با انتقال فشار به زمین موجب راحت‌تر شدن حمل تجهیزات و کاهش حجم کار برای پرسنل نظامی و صنعتی می‌شود.

## محصولات

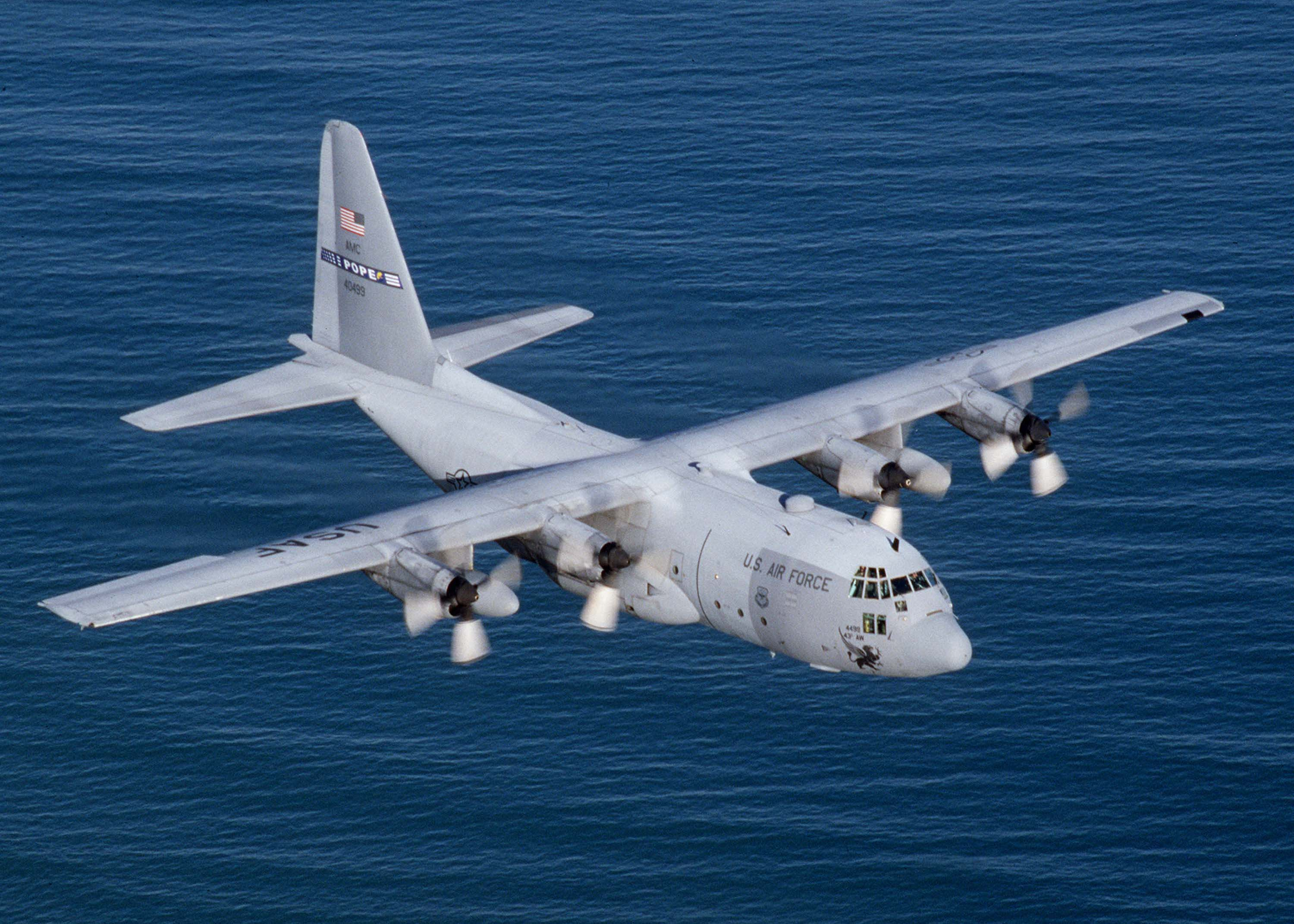
لاکهید سی-۱۳۰ هرکولس

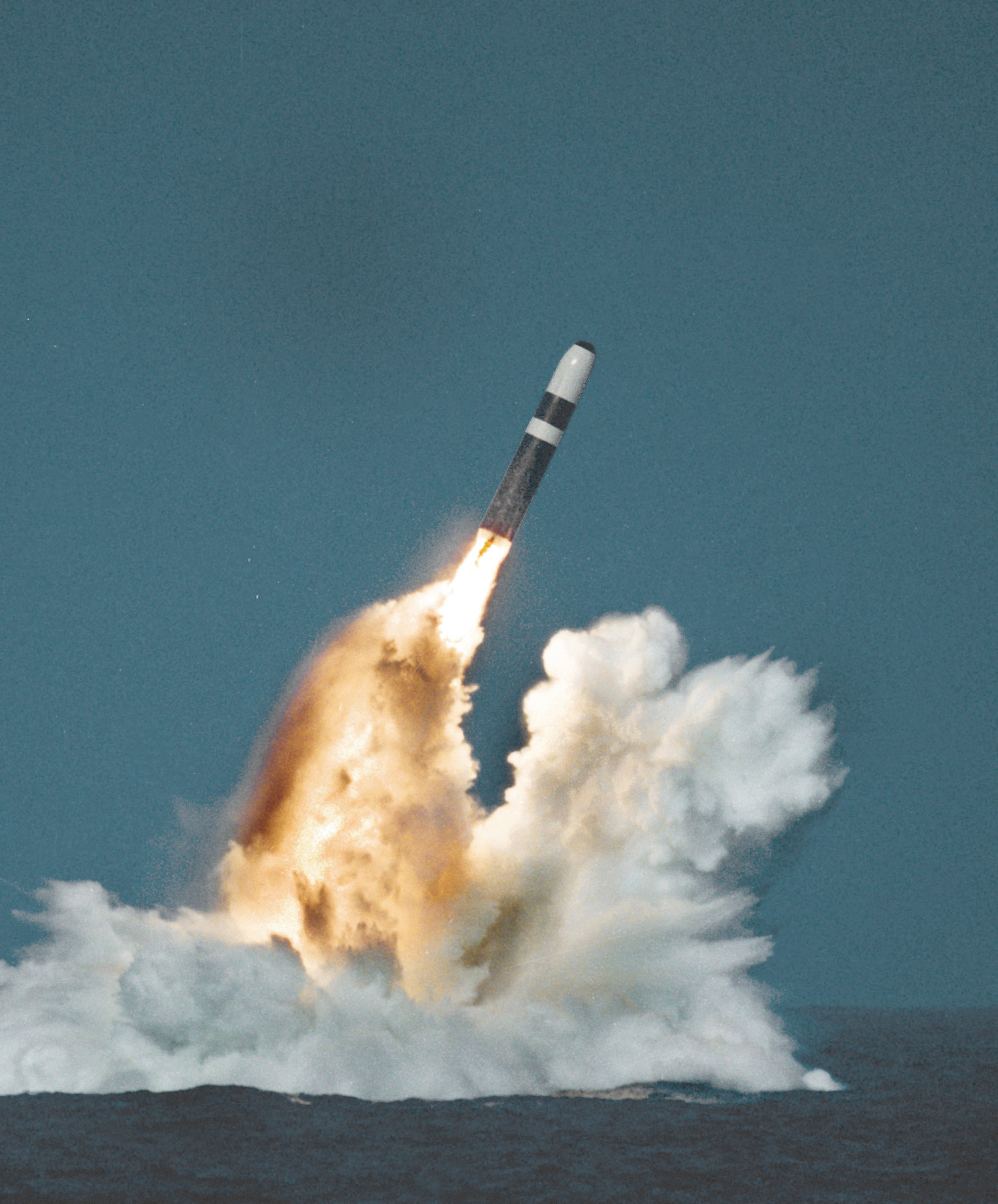
موشک ترایدنت ۲، تولید لاکهید مارتین، در حال شلیک از زیردریایی

محصولات عمده شرکت لاکهید مارتین از فهرست زیر تشکیل شده‌است:
- هواپیماهای ترابری
- هواپیمای جنگنده
- رادار
- ماهواره
- موشک
  - موشک زمین به هوا
  - موشک برد کوتاه
  - موشک بالستیک
- مهماتِ جنگی

### محصولات کنونی
برخی از محصولات کنونی شرکت لاکهید مارتین:
- لاکهید مارتین اف-۲۲ رپتور
- لاکهید مارتین آر کیو ۱۷۰ سنتینل
- جنرال داینامیکس اف-۱۶ فایتینگ فالکن
- اف-۳۵ لایتنینگ ۲
- لاکهید مارتین ایکس-۵۵
- لاکهید مارتین ایکس-۳۵
- لاکهید مارتین ایکس-۴۴ مانتا
- لاکهید مارتین ایکس-۳۳
- یواس‌اس آزادی (ال‌سی‌اس-۱)
- یواس‌اس دیترویت (ال‌سی‌اس-۷)
- یواس‌اس میلواکی (ال‌سی‌اس-۵)
- ماهواره تیروس-ان
- ماهواره وینست ۱
- اتلس ۵
- تاد (سامانه ضد موشکی)

### محصولات پیشین
- لاکهید پی-۳۸ لایتنینگ
- لاکهید تی-۳۳ شوتینگ‌استار
- لاکهید اف-۱۰۴ استارفایتر
- لاکهید ایکس-۷
- سی-۱۳۰ هرکولس
- پی-۳ اوریون
- اس-۳ وایکینگ
- لاکهید اس آر-۷۱
- لاکهید سی-۱۴۱ استارلیفتر
- لاکهید اف-۱۰۴ استارفایتر
- لاکهید یو-۲
- لاکهید ای‌سی-۱۳۰
- اف-۱۱۷ نایت‌هاوک
- لاکهید سی-۵ گالکسی
- تلسکوپ فضایی اسپیتزر
- مدارگرد شناسایی مریخ
- نقشه‌بردار سراسر مریخ
- سی شدو (آی‌ایکس-۵۲۹)
- موشک ترایدنت
- تیتان
- مخزن خارجی شاتل فضایی
- سفینه‌های وایکینگ ۱ و وایکینگ ۲
- ماهواره دی‌اس‌سی‌اس-۳
- ماهواره‌ای۲۱۰۰
- ماهواره مارتین مریتا ۳۰۰۰
- ماهواره مارتین مریتا ۴۰۰۰
- ماهواره مارتین مریتا ۷۰۰۰